# Fadogiella rogersii
Fadogiella rogersii là một loài thực vật có hoa trong họ Thiến thảo. Loài này được (Wernham) Bridson mô tả khoa học đầu tiên năm 1996.